# Trigonia boliviana
Trigonia boliviana là một loài thực vật có hoa trong họ Trigoniaceae. Loài này được Warm. miêu tả khoa học đầu tiên năm 1875.